# 北尾一喜
北尾 一喜（きたお かずき、1952年2月10日 - ）は、高知県幡多郡西土佐村出身の元プロ野球選手。ポジションは内野手。

## 来歴・人物
高知県立中村高等学校では遊撃手で主将。1969年夏南四国大会まで進んだが、初戦で国岡恵治（阪急）がエースの鴨島商に敗れて甲子園には出場できなかった。
1969年のドラフトで南海ホークスから9位で指名され入団。
一軍公式戦に出場することはなく引退した。

## 詳細情報

### 年度別投手成績
- 一軍公式戦出場なし

### 背番号
- 38 （1970年 - 1971年）